# Museo de Artes y Costumbres Populares de Jaén
El Museo de Artes y Costumbres Populares de Jaén  es un museo dedicado a la cultura y costumbres de la provincia de Jaén, situado en la ciudad de Jaén. Fue inaugurado por acuerdo plenario de la Diputación Provincial de Jaén el día 31 de octubre de 1980 e inaugurado el 20 de diciembre de 1990.
Se encuentra instalado en el Palacio del Primer Conde de Villardompardo y Virrey de Perú, D. Fernando Torres y Portugal, un edificio renacentista construido en el siglo XVI y en el que también se encuentran los Baños árabes y el Museo Internacional de Arte Naïf.

## Organización
En este museo se muestran los modos de vida populares anteriores a la industrialización de Jaén. La colección se encuentra dividida de esta manera:
- Planta sótano. En ella se encuentran las salas dedicadas a la vid, el olivo, el cereal y el agua.
- Planta de acceso. En ella se sitúan las salas denominadas dedicadas a pesos, medidas y transporte.
- Planta primera. En ellas están las salas dedicadas a la infancia, las casas rurales, la cerámica, cordobanes y guadamecies, textiles y la Sala Burguesa.
- Planta de cámaras. En ella se encuentran las Salas de Matanza, Talleres y Oficios Artesanos y la sala dedicada a la religiosidad popular.

- Datos: Q10940875